# Manobras tag team da luta profissional
Na luta profissional, são executados por dois lutadores em vez de um, e normalmente, são usados por equipes de tag em partidas de Tag Team. Muitas dessas manobras são uma combinação de dois golpes, ou submissão. A maioria dos movimentos são conhecidos pelos nomes que lutadores profissionais dão ao seus "finishers" (movimentos de marca que normalmente resultam em uma vitória). Ocasionalmente, estes nomes se tornaram populares e são utilizados independentemente do lutador da dupla que realiza a técnica. Os movimentos são listados em categorias gerais, sempre que possível.

## Movimentos auxiliados
Estes movimentos envolvem um lutador sendo auxiliado pelo companheiro de tag team. Um aliado do atacante vai fazer algo para tornar o movimento mais eficaz. Por exemplo, um lutador poderia realizar um DDT em um adversário. No entanto, um aliado poderia levantar os pés do adversário do chão em primeiro lugar, tornando-se um DDT Aided, uma variação muito mais eficaz do movimento.

### Aided brainbuster
Um brainbuster auxiliado consistee em um lutador ajudando o outro a realizar um brainbuster, normalmente, colocando o seu próprio peso por trás do movimento para aumentar seu impacto.

### Aided leapfrog body guillotine
Este movimento consiste em um adversário com seu corpo superior por cima das cordas e os pés sobre um dos ombros do lutador de ataque, enquanto o seu parceiro, salta do top rope em cima da parte do adversário que esta sobre as cordas.

### Aided neckbreaker
É qualquer movimento em que um lutador ajuda o outro a realizar um neckbreaker, torcendo ou forçando o oponente no chão enquanto um neckbreaker é realizado. Outra versão de um neckbreaker assistido, conhecido como elevated neckbreaker, consiste em um membro da equipe de tag atacando o adversário até chegar em uma posição elevada para permitir que um lutador realize um neckbreaker de uma altura maior.

### Aided Whiplash
Trata-se de um whiplash normal, mas em vez de ter um oponente realizando-a no ar com a ajuda das cordas, ele ou ela é mantida em uma posição elevada por outro lutador. Esse lutador tem as pernas do adversário em seus ombros. Quando o whiplash é realizado, o lutador extra torcer muitas vezes a si mesmo até o adversário dar tap-out'.

### Aided wheelbarrow facebuster
Um wheelbarrow facebuster pode ter várias modificações e variações de facebuster e DDT. Enquanto um lutador tem um adversário em um wheelbarrow clutch, o segundo lutador aplica um front facelock seguido de um DDT em seu adversário, enquanto o outro lutador cai sentado impactando o adversário no tatame, terminando em um wheelbarrow facebuster.

### Aided piledriver
É qualquer movimento duplo de equipe em que um lutador ajuda o outro a realizar um piledriver em um adversário, empurrando-o para baixo, nos pés do adversário para obter mais impacto. Em uma variação do movimento, o segundo wrestler salta do turnbickle empurrando os pés do adversário para baixo para causar ainda mais impacto, este é conhecido como Spike Piledriver (esta não ser confundido com um one- man spike piledriver).

### Aided powerbomb
Também conhecido como spike powerbomb, é qualquer movimento duplo de equipe em que um lutador ajuda o outro a realizar um powerbomb, seja ajudando o lutador para obter o adversário em cima de seus ombros ou puxando para baixo o oponente, fazendo-o cair com mais força. Movimento muito usado pelo The Shield

### Aided superbomb
Nesta versão um parceiro senta na corda superior de frente para o ringue, enquanto o segundo parceiro está por trás do adversário (ambos voltados para o primeiro parceiro). O segundo parceiro, em seguida, coloca a cabeça debaixo de um dos braços do oponente e levanta-o no ar, colocando-o sobre os ombros do primeiro parceiro (as pernas do oponente em torno do pescoço), e a partir daí o primeiro parceiro se levanta e salta para a frente aplicando um powerbomb no adversário da segunda corda para o ringue.

### Aided Splash
Este movimento começa com ambos os parceiros em cada lado, direito ou esquerdo de um adversário que está deitado no chão, virado para cima, com um parceiro na frente do outro e ambos de costas para o adversário. O mais próximo para o adversário pega o outro parceiro, que está de costas para ele / ela, e faz um giro de 180 ° antes de deixar cair o parceiro sobre o adversário. O lutador pode levantar seu parceiro em uma variedade de formas (militar press, wheelbarrow suplex, etc.) antes dele cair sobre o adversário. Outra variação começa com ambos os parceiros em cada lado direito ou esquerdo de um adversário, que está deitado no chão, virado para cima, com um parceiro na frente do outro e ambos de costas para o adversário. O mais próximo do oponente realiza um militar press no outro parceiro e anted dele cair, executar um 360° splash.

### Double Suplex
É um movimento duplo onde a dupla coloca os braços de seu adversário sobre sua nuca e assim agarra em sua roupa, o puxando para cima e o jogando do outro lado do ring de costas como num Suplex comum, porém feito por duas pessoas.

### Aided wheelbarrow suplex
Este movimento consiste um wrestler enrolando as pernas de um adversário para a frente de ao redor de seu / sua cintura e aplicar um gutwrench hold para levantar o oponente do chão. Seu parceiro, então alguns passos na frente de ambos os lutadores, agarra tanto os braços como os ombros do adversário e puxa-os para cima, assim, o primeiro atacante se atira da vítima para trás terminando em um wheelbarrow suplex. Isso aumenta a força e faz com que a vítima seja jogada para trás batendo no chão sua parte superior das costas, pescoço e cabeça.

### Aided headscissors takedown
Este movimento consiste em um lutador agarrando seu corpo / de seu parceiro enquanto o parceiro está envolvendo suas pernas em volta do pescoço do adversário, então os parceiros se juntam e executam um headscissors takedown.

### Powerplex
Este foi o finisher da tag team conhecida como Power and Glory (Hercules Hernandez e Paul Roma). Hércules levantaria um adversário e ele se sentaria no turnbuckle (como um superplex), perto de seu parceiro Roma. Quando Hércules configuraria o adversário e estava pronto para realizar um superplex, ele iria mirar em Roma. Roma corria para o turnbuckle e subiria. Como Hércules executou o superplex, Roma aplicaria um splash, cronometrando o impacto no adversário para que ele não atingisse Hércules.

### Elevated Jawbreaker
Com um adversário mantido em uma posição elevada por um lutador, um outro lutador tem chance de acertar o adversário com qualquer tipo de jawbreaker de uma altura elevada. Mais notavelmente, este consiste nas pernas do adversário sendo postas sobre os ombros de um lutador, enquanto o outro pega lutador. Neste ponto, o lutador irá posicionar a cabeça do oponente enquanto o outro executa um jawbreaker.

### Elevated Splash
No turnbuckle, onde um wrestler (geralmente maior lutador) faz o apoio que permite outro lutador a subir em seus ombros, e este lutador então pula para executar qualquer tipo de diving splash, Shooting Star Press ou moonsault no adversário deitado. Às vezes, pode ser executado somente usando os ombros do lutador maior como ponto de queda. 
Ex: Rey Mysterio e Batista

### Double Mat Slam
A dupla segura nos cabelos do adversário o puxando para trás, fazendo-o cair de costas no chão, assim colidindo com força sua cabeça contra o ringue.

## Movimentos Combinados
Este tipo de ataque se refere a dois lutadores executando dois movimentos separados ao mesmo tempo

### Combinações com Powerbomb

#### Powerbomb e neckbreaker
Este golpe é realizado quando um lutador domina seu adversário, que esta curvado e agarra-o pela cintura, lançando-os como em um suplex, enquanto o outro agarra nos ombros do outro lutador, deixando-os em uma posição de powerbomb de bruços. O primeiro lutador segura a cabeça do adversário, neste ponto, segurando-a contra o seu ombro, como um Hagnman neckbreaker, mantendo as costas do adversário paralela ao solo. A partir daqui, o primeiro lutador cai para a posição sentada, enquanto o outro lutador que está segurando o oponente na posição powerbomb cai de joelhos, impulsionando o pescoço do adversário no ombro do lutador de uma posição elevada.

#### Powerbomb e diving attack
Um lutador domina o adversário para um powerbomb, de costas para o turnbuckle, enquanto seu parceiro que sobe no mesmo. O primeiro lutador atacante então segura o adversário no ápice da powerbomb enquanto o segundo mergulha da segunda corda e impacto o adversário com um ataque aéreo, dirigindo o adversário para trás e completando a powerbomb do parceiro com força acrescentada. Certos ataques também podem ser programados de modo que, em vez de bater o adversário no ápice do movimento, eles podem impactar no momento exato em que a powerbomb impacta o adversário no chão. Como todas as variações abaixo, este movimento não tem a ver o mergulho do segundo lutador do turnbuckle, e também pode ser realizado a partir de qualquer superfície elevada, ou, alternativamente, o lutador poderia usar um trampolim fora das cordas do ringue para ganhar altura.

#### Powerbomb e diving legdrop
Um lutador domina o adversário para um powerbomb, de costas para o turnbuckle enquanto seu parceiro sobe no mesmo. O primeiro lutador atacante então segura o adversário no ápice da powerbomb enquanto o segundo mergulha da segunda corda e impacta o adversário com uma diving leg drop, assim que o adversário cai no chão, esmagando seu pescoço, rosto e peito. A leg drop às vezes pode ser alternada com uma cambalhota.

#### Powerbomb e double knee backbreaker
Um lutador prende seu adversário para um powerbomb, enquanto seu parceiro está posicionado frente a ele. O parceiro, então salta para cima agarrando o adversário por trás, pelo queixo e puxa-o para baixo em um double knee backbreaker, enquanto o primeiro lutador executa a powerbomb.

#### Powerbomb e flying neckbreaker
Um lutador domina o adversário para um powerbomb, de costas para o turnbuckle enquanto seu parceiro sobe no mesmo. O primeiro lutador atacante então segura o adversário no ápice da powerbomb enquanto o segundo mergulha da segunda corda e impacta o adversário com um neckbreaker enquanto salta, dirigindo o adversário para trás e terminando o powerbomb com força extra.

#### Powerbomb e missile dropkick
Um lutador domina o adversário para um powerbomb, de costas para o turnbuckle enquanto seu parceiro sobe no mesmo. O primeiro lutador atacante então segura o adversário no ápice da powerbomb enquanto o segundo mergulha da segunda corda e impacta o adversário com um missile dropkick, dirigindo o adversário para trás e terminando o powerbomb com impcato extra.

#### Powerbomb e combinação shiranui
Esta variação consiste em um dos lutadores levantar o adversário em seus ombros, para a posição de um Powerbomb, enquanto estava de costas para o turnbucke. Outro lutador em seguida, sobe no top rope, ficando de costas para o ringue, e pega o adversário em um three quarter facelook, realizando um shiranui, enquanto o outro lutador arremessa o adversário para baixo.

#### Powerbomb e suplex
Esta variação consiste em um dos lutadores realizar um suplex, enquanto o parceiro se posiciona por trás dele e pega na cintura do oponente. Nesse ponto, o lutador da frente vai completar o suplex, e o lutador de trás vai completar uma powerbomb.